# Kamenec (přírodní památka, okres Rokycany)
Kamenec je přírodní památka v okrese Rokycany. Nachází se asi 0,5 km jižně od obce Kamenec na pravém břehu Radnického potoka ve výšce 348–360 m n. m. Chráněné území s rozlohou 1,7 ha bylo vyhlášeno 29. února 2012. Důvodem jeho zřízení je ochrana evropsky významné lokality Natura 2000 s výskytem vzácných druhů modráska bahenního (Phengaris nausithous) a modráska očkovaného (Phengaris teleius).